# Rockingham Motor Speedway

Mapa de Rockingham Motor Speedway.

Rockingham Motor Speedway fue un autódromo ubicado en Rockingham, condado de Northamptonshire, Inglaterra, Reino Unido, cerca de la ciudad de Corby. Fue el óvalo activo más rápido de Europa, con una vuelta récord a los 2380 metros en 24.719 segundos a un promedio de velocidad de 346,648 km/h, lograda por Tony Kanaan. También tenía varios trazados mixtos, de entre 1080 y 4100 metros de extensión, así como un tramo de rally.
Inaugurado en mayo de 2001, el circuito se construyó especialmente para llevar la CART a Europa. La categoría disputó dos carreras en el óvalo ("500 km de Rockingham"), que fueron vencidas en 2001 por Gil de Ferran y en 2002 por Dario Franchitti. La carrera se abandonó luego de la bancarrota de la CART.
Varios campeonatos británicos de turismos, gran turismos y monoplazas han visitado Rockingham, siempre en sus variantes mixtas. El óvalo se mantuvo reservado a campeonatos de stock cars, además de la propia CART.
En diciembre de 2018 dejó de operar como autódromo para convertirse en un centro logístico.

## Resultados CART
| Año  | Piloto Ganador   | Equipo Ganador  | Motor/Chasis        |
| ---- | ---------------- | --------------- | ------------------- |
| 2001 | Gil de Ferran    | Penske          | Reynard Honda 01i   |
| 2002 | Dario Franchitti | Team Kool Green | Lola Cosworth B2/00 |